# Zeritis orthrus
Zeritis orthrus är en fjärilsart som beskrevs av Henry Trimen 1874. Zeritis orthrus ingår i släktet Zeritis och familjen juvelvingar. Inga underarter finns listade i Catalogue of Life.

## Bildgalleri

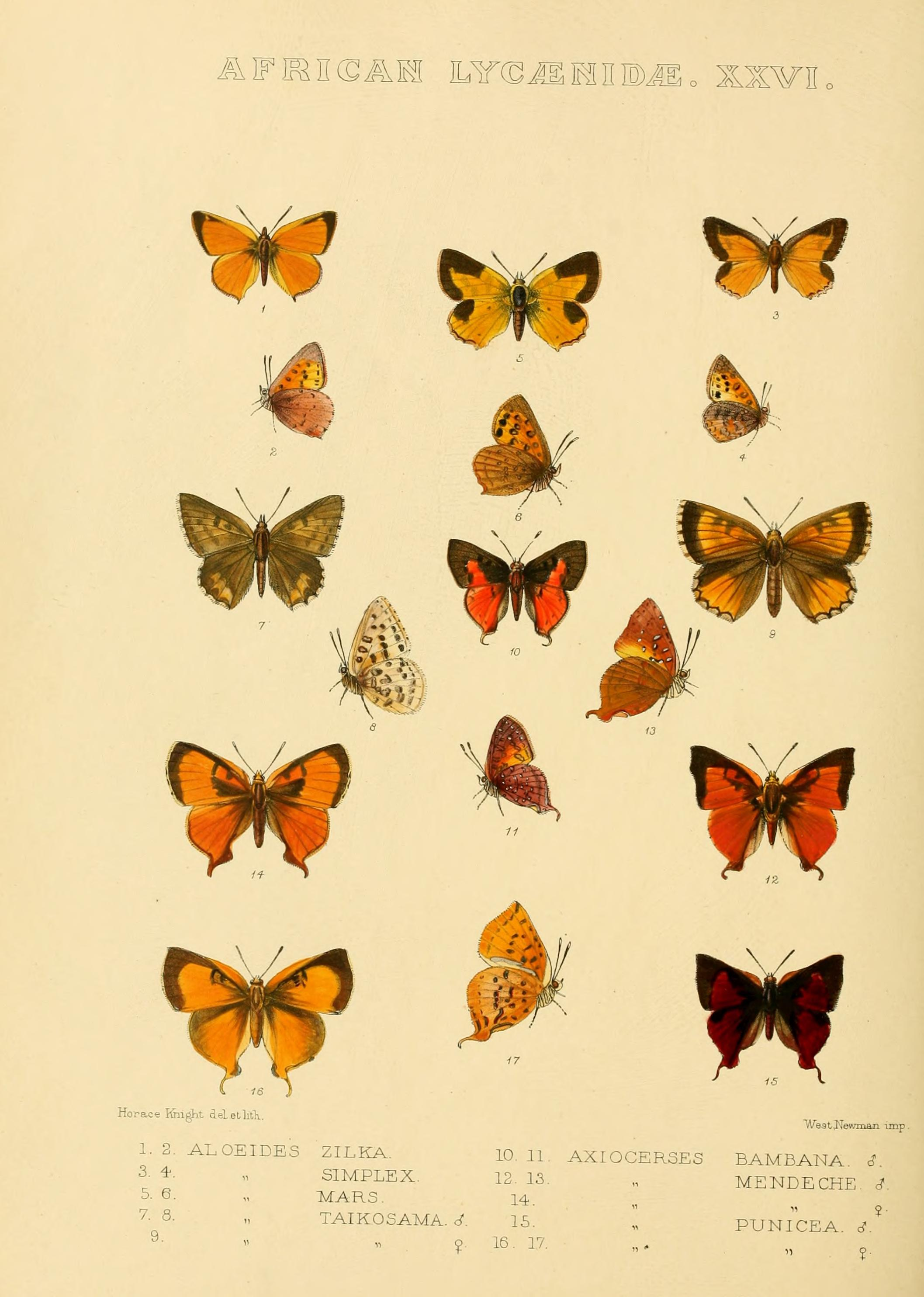